# Ekoglasnost
Ekoglasnost (in bulgaro Екогласност?) è un'associazione e movimento civile e politico bulgaro. Formatosi nel 1989 sulle ceneri del comitato ambientalista della città di Ruse, è stato fondato dall'attore Petăr Slabakov e dal filosofo Stefan Gajtandžiev.

## Storia

### Dalla fondazione delle origini
Formatosi nel 1989 sull'onda della politiche gorbacioviane (da cui parte del nome, Glasnost), in principio era un comitato ambientalista nato nella città di Ruse che combatteva contro l'inquinamento del Danubio causato dalle fabbriche rumene di Giurgiu. Ekoglanost divenne ben presto il principale movimento ambientalista della Bulgaria e venne in qualche modo tollerato (ma non riconosciuto) dal regime comunista di Todor Živkov, nonostante le sue rivendicazioni andassero anche oltre alle problematiche legate all'ecologia. Appena dopo la caduta del regime comunista, Ekoglasnost venne riconosciuta e contribuì alla formazione dell'Unione delle Forze Democratiche, primo movimento di opposizione politica bulgaro.

### Anni 2000
Attualmente Ekoglasnost è ancora attivo nel suo paese, il presidente è Emil Georgiev. Nel 2012 la Corte europea dei diritti dell'uomo ha dato ragione al movimento contro la sua esclusione dalle politiche 2005 in Bulgaria, con un argomento che è stato invocato per escludere le modificazioni della legge elettorale a ridosso delle elezioni, negli Stati parte del Consiglio d'Europa.

## Risultati elettorali
| Elezioni                   | Voti    | Seggi    |
| -------------------------- | ------- | -------- |
| Parlamentari 2017          | 955.490 | 80 / 240 |
| Parlamentari aprile 2021   | 480.146 | 43 / 240 |
| Parlamentari luglio 2021   | 365.695 | 36 / 240 |
| Parlamentari novembre 2021 | 267.817 | 26 / 240 |